# 李悟 (绛王)
李悟（9世紀—827年1月10日），原名李寮，唐憲宗第六子。
貞元二十一年（805年），封文安郡王。父親唐憲宗繼位後，於元和元年（806年）進封為絳王（親王），元和七年（812年）改名李悟。寶曆二年（826年）十二月，唐敬宗為宦官劉克明等人所殺，劉克明矯詔擁立絳王李悟為帝，但旋被擁立唐文宗的宦官王守澄等率神策軍所滅，十二月初九，絳王李悟也被王守澄誅殺。
長子李洙在太和八年（834年）封新安郡王，次子李滂封高平郡王。女儿中，仅知有女江华县主（817年—840年）嫁郭子仪从孙渭南尉郭从真，及姬妾崔氏（794年—865年）生一女封寿安公主，下嫁成德節度使王元逵。崔氏逝世后因此追赠魏国夫人。
史书没有记载李悟的生母，但从其女《唐故江华县主墓志铭并序》可见李悟为郭贵妃即后来的郭太后所生，即唐穆宗胞弟。